# Шабрування

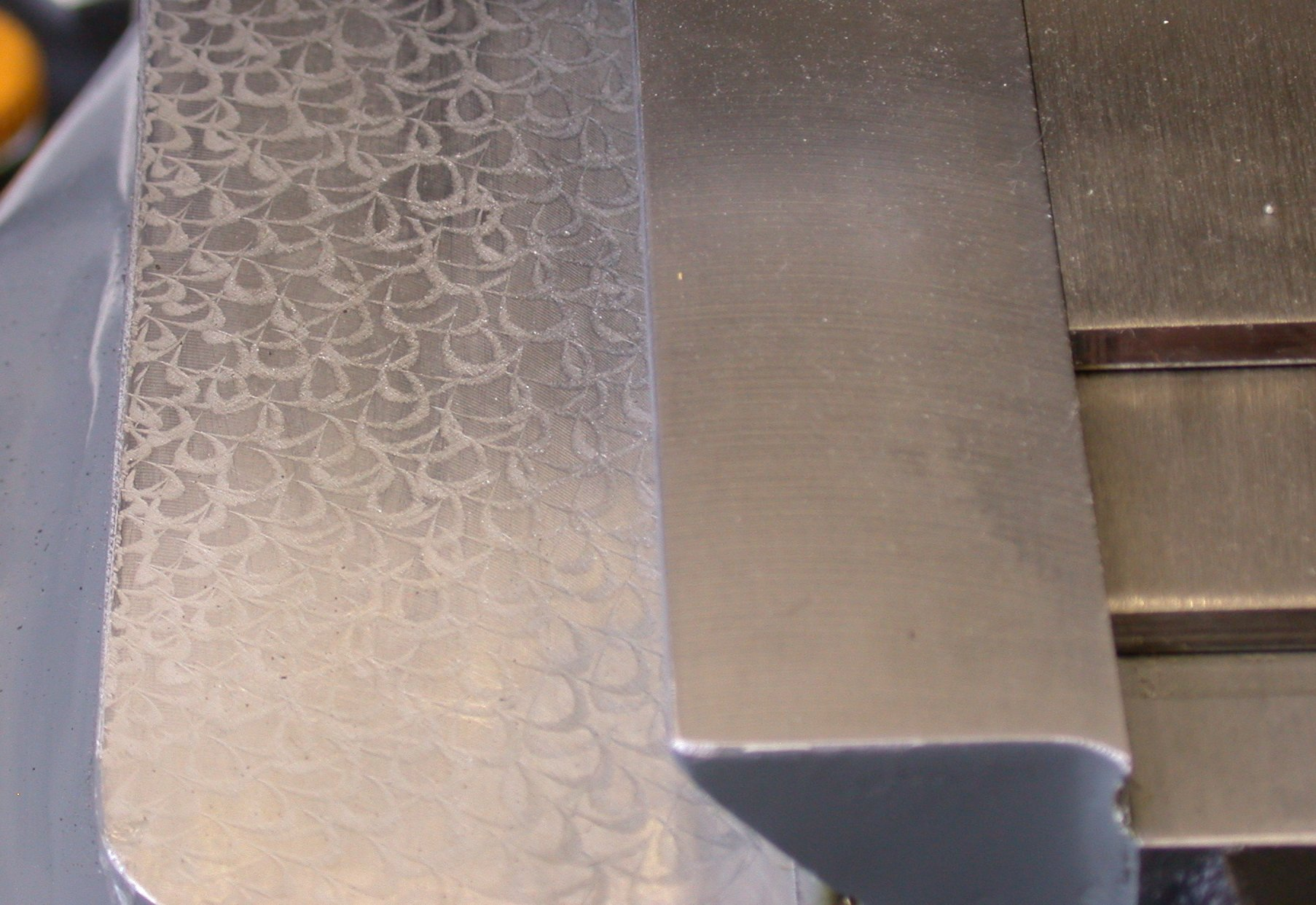
Шабрована поверхня (зліва) з нанесеним візерунком

Шабрува́ння (від нім. schaben — шкребти) — це точна обробка поверхні деталі шляхом знімання мікроскопічно тонкого шару металу за допомогою спеціального однолезового слюсарного інструмента — шабера. Мета шабрування — підвищення точності форми, розміру, взаємного розташування попередньо обробленої іншими способами поверхні, забезпечення щільного прилягання контактуючих поверхонь і герметичності з'єднання. Шабруванням обробляють прямолінійні і криволінійні поверхні вручну або на верстатах.
Дотичний термін: Пришабровувати — приганяти металеві поверхні одна до одної, вирівнюючи їх шабером.

## Основні характеристики

### Шабрування по металу
За один робочий хід шабером знімається шар металу завтовшки 0,005…0,07 мм. Високоякісне шабрування дозволяє отримати поверхню з відхиленням від площинності (форми) порядку декількох одиниць мікрометра і шорсткість поверхні не більшу за Ra 0,32. Його широко застосовують в інструментальному виробництві як завершальний процес обробки поверхонь незагартованих деталей.
Поверхня після шабрування має особливі якості:
- стійкіша проти зношування у порівнянні із шліфованими чи притертими поверхнями, оскільки тут відсутні залишки абразиву;
- краще змочується і довше зберігає мастильні речовини, що також сприяє підвищенню стійкості до зношування та зниженню коефіцієнта тертя;
- дає змогу використовувати найпростіший і найдоступніший метод оцінки якості оброблення за числом плям на одиницю площі.

Шабруванню передує чистова обробка різанням. На шабрування залишають припуск 0,1…0,4 мм залежно від ширини і довжини поверхні. При великих припусках і значних нерівностях поверхню спочатку обпилюють личкувальним напилком з перевіркою «на фарбу»
Після отримання необхідного результату на поверхню нерідко наноситься одноманітний малюнок легкими рухами шабера. Цей малюнок дозволяє виявити дефекти поверхні (вм'ятини, стирання, зрізи), що виникають в процесі експлуатації виробу. У деяких виробах цей малюнок допомагає утримувати мастило на поверхні деталі.

### Шабрування по дереву
Шабрування по деревині має на меті видалення з її поверхні нашарувань старих покриттів, наприклад, лаку чи фарби. Виконується перед циклюванням або шліфуванням. В даний час практично витіснено термічними (із застосуванням фена) і механічними (шліфуванням) методами.

### Контроль якості шабрування
Контроль площинності при шабруванні виконують шляхом підрахування кількості плям, що знаходяться у квадраті поверхні з розмірами 25×25 мм. Для цього використовують перевірочні плити або лінійки, на які нанесена спеціальна фарба. Після контакту перевірочної плити з поверхнею, що підлягає обробці, на останній залишаються сліди фарби. Ці плями і видаляють шабером, після чого проводять наступний контроль площинності.

## Етапи шабрування
Шабрування зазвичай виконують за три переходи. У першому переході виконують чорнове шабрування, у другому — напівчистове і в третьому — чистове (тонке).
Чорнове шабрування виконують широким шабером (ширина різального леза 20…30 мм). Довжина робочого ходу при шабруванні 14…18 мм. Товщина стружки, що знімається за один прохід шабера — 0,02…0,05 мм. Чорнове шабрування вважається закінченим, коли вся пришабрована поверхня при нанесенні на неї фарби покриється відносно великими плямами (зазвичай не більше чотирьох масляних плям на поверхні у квадраті зі стороною 25 мм).
Напівчистове шабрування виконується вужчим шабером (ширина різального леза — 12…20 мм). Довжина робочого ходу шабера становить 8…10 мм. Товщина стружки, що знімається за один прохід шабера — 0,01…0,02 мм. Напівчистове шабрування вважається закінченим, коли на пришаброваній поверхні у квадраті зі стороною 25 мм буде 8…16 плям.
Чистове шабрування проводиться найвужчим шабером (ширина різального леза від 5 до 12 мм). Довжина робочого ходу — 3…8 мм. Товщина стружки, що знімається за один прохід шабера — 0,005…0,01 мм. Чисте (тонке) шабрування вважається закінченим, коли на пришаброваній поверхні у квадраті зі стороною 25 мм буде від 20 до 25 плям.

## Використання
Найчастіше шабрування використовують як спосіб чистової обробки напрямних станин верстатів (або при їх ремонті), а також поверхонь кареток, столів тощо, котрі контактують з ними. Наприклад, відхилення від площинності поверхні напрямних після шабрування не перевищує 20…50 мкм на 1000 мм її довжини.